# 2014-es brüsszeli terrortámadás
2014. május 24-én egy fegyveres személy tüzet nyitott Brüsszelben a belga zsidó múzeumnál, meggyilkolva három embert, illetve súlyosan megsebesített egy negyediket, majd elmenekült a helyszínről. A támadást – amely a belga szövetségi, regionális és európai parlamenti választások előtti nap történt – a belga hatóságok terrorista cselekményként vizsgálták.
Május 30-án a gyilkossággal összefüggésben letartóztattak Marseille-ben egy 29 éves francia gyanúsítottat, Mehdi Nemmouche-t, akiről azt feltételezték, egy évet töltött Szíriában a lázadó harcosok mellett.

## A lövöldözés
A rendőrségi beszámoló szerint a támadás azzal kezdődött, hogy egy férfi megérkezett autóval a múzeumhoz és egy AK–47-es Kalasnyikov gépkarabéllyal felfegyverkezve besétált. Tüzet nyitott, három embert helyben meggyilkolt, illetve egy negyedik személyt kritikusan megsebesített, akit nem sokkal később kórházba vittek (ő a következő napon halt meg). A támadás kevesebb mint 90 másodpercig tartott, a lövöldöző azután gyalog elmenekült a helyszínről, akit részben a biztonsági kamerák is rögzítettek. A rendőrség szerint Brüsszel belvárosának egy másik részébe ment, mielőtt eltűnt. A biztonsági kamera felvételei szerint a támadó baseballtípusú sapkát viselt, amellyel sikerült elfedni a fejét. A támadó egy mellkason hordható kamerát viselt, amivel filmezte a gyilkosságokat, éppúgy, mint Mohammed Merah, aki a 2012-es toulouse-i és montauban-i lövöldözését filmre vette, bár ott a kamera elromlott közben.
Didier Reynders belga külügyminiszter a múzeum közelében volt és hallotta a lövést. Joëlle Milquet belügyminiszter is a közelben volt és néhány perccel később a helyszínre érkezett.
A második világháború befejezése óta ez volt az első eset, hogy ilyen súlyos antiszemita támadás történt Belgiumban.

### Az áldozatok
A lövöldözésben három embert gyilkoltak meg. Két áldozat egy izraeli házaspár volt, akik nyaralni jöttek Tel-Avivból, a harmadik áldozat pedig egy francia nő. Egy belga férfit – aki a múzeumban dolgozott – kritikus állapotban vittek a kórházba, ahol később meghalt.

## A nyomozás
Országos hajtóvadászat indult a támadó kézrekerítéséért, akit sötét baseballsapkát viselő, középmagas, sportos testalkatú személyként írtak le a szemtanúk. A zártláncú televízió a támadó arcát részben elfedve ugyan, de rögzítette. Egy embert, akit láttak elhajtani a múzeumtól, őrizetbe vettek, miután azonban kihallgatták, elengedték, továbbra is tanúnak tekintik őt. Ine Van Wymersch helyettes ügyész azt mondta a támadóról, hogy "talán egyedül cselekedett, felfegyverkezve és jól felkészülten." Kijelentette, hogy a támadás indítéka még mindig nyitott kérdés maradt.
Május 30-án letartóztatták a francia állampolgárságú 29 éves Mehdi Nemmouche-t a lövöldözéssel összefüggésben a marseille-i Gare de Marseille-Saint-Charles pályaudvaron. Azt feltételezik róla, hogy mielőtt visszatért Franciaországba, 2013-ban az iszlamista lázadók oldalán harcolt a szíriai polgárháborúban. Ő korábban öt évet töltött már börtönben, ahol valószínűleg az iszlám tanításai hatással voltak rá. Miután 2012 szeptemberében kiengedték a börtönből, három héttel azután elutazott Szíriába. Ha bűnösnek bizonyul, akkor ő lesz a szíriai háború első európai önkéntese, aki Európába való visszatérése után támadást követ el.

## Fordítás
Ez a szócikk részben vagy egészben  a   Jewish Museum of Belgium shooting című angol Wikipédia-szócikk fordításán alapul.  Az eredeti cikk szerkesztőit annak laptörténete sorolja fel. Ez a jelzés csupán a megfogalmazás eredetét és a szerzői jogokat jelzi, nem szolgál a cikkben szereplő információk forrásmegjelöléseként.